# Амур-победитель
«Амур-победитель» (лат. Amor Vincit Omnia — «Любовь побеждает всё») — картина итальянского художника Караваджо, созданная в 1601—1602 годах. На картине изображён Амур с тёмными крыльями, полусидящий или слезающий с некоего возвышения. Вокруг лежат разбросанные им предметы, так или иначе связанные с человеческой деятельностью.
Оригинальное название картины отсылает к строке из десятой эклоги Вергилия: Omnia vincit amor et nos cedamus amori (Всё побеждает Амур, и мы покоримся Амуру). Картина, как предполагается, посвящена маркизу Винченцо Джустиниани, покровителю Караваджо, на что указывает большая латинская V в нотной тетради и подбор предметов на картине: генуэзская семья Джустиниани правила Хиосом до его захвата турками в 1566 году (геральдическая корона); сам маркиз много писал о живописи и музыке (перо, рукопись и музыкальные инструменты), строил величественное палаццо (циркуль с уголком), изучал астрономию (звёздная сфера) и славился большой воинской доблестью (доспехи). Таким образом, зашифрованная символика может быть прочитана как «Всё побеждает Винченцо». По словам современников, Джустиниани ценил картину выше всех остальных в своей коллекции.
Тема Купидона была широко распространена в живописи тех времён, однако исполнение Караваджо отличается от прочих работ сильным реализмом. Обычно Купидона изображали мальчиком почти совершенной красоты, как на картине «Спящий Купидон» Караччоло. Но Купидон Караваджо резко индивидуален — очарователен, но не красив, неровные зубы проглядывают сквозь хитрую ухмылку — весь вид его больше напоминает уличного хулигана, чем божество. Психологический эффект от картины достигается как усиленной контрастностью наравне с почти фотографической детальностью, так и смешением аллегории с реальностью. Зритель видит позирующего мальчика с пучком стрел, веселящегося над своими бутафорскими крыльями. Имеются свидетельства, что Орацио Джентилески одолжил Караваджо крылья в качестве реквизита для работы над картиной, что позволяет датировать её более-менее точно. Тем не менее, несмотря на явные признаки того, что Караваджо писал с живой модели, поза фигуры имеет сходство со статуей Микеланджело «Дух победы», находящейся сейчас в Палаццо Веккьо, что скорее всего, сделано художником сознательно.
Картина имела большой успех в интеллектуальных и культурных кругах Рима. Почти сразу появились посвящённые ей мадригалы и латинская эпиграмма, в которой картина впервые была связана с цитатой из Вергилия, хотя официально она стала называться «Omnia Vincit Amor» только после выхода биографии Караваджо, написанной Джованни Пьетро Беллори в 1672 году.
Картина оставалась в коллекции Джустиниани до 1812 года, когда она была куплена торговцем живописью Фереолом Бонмезоном и перепродана в 1815 году Фридриху Вильгельму III для Берлинского музея.